# Leichenwagen

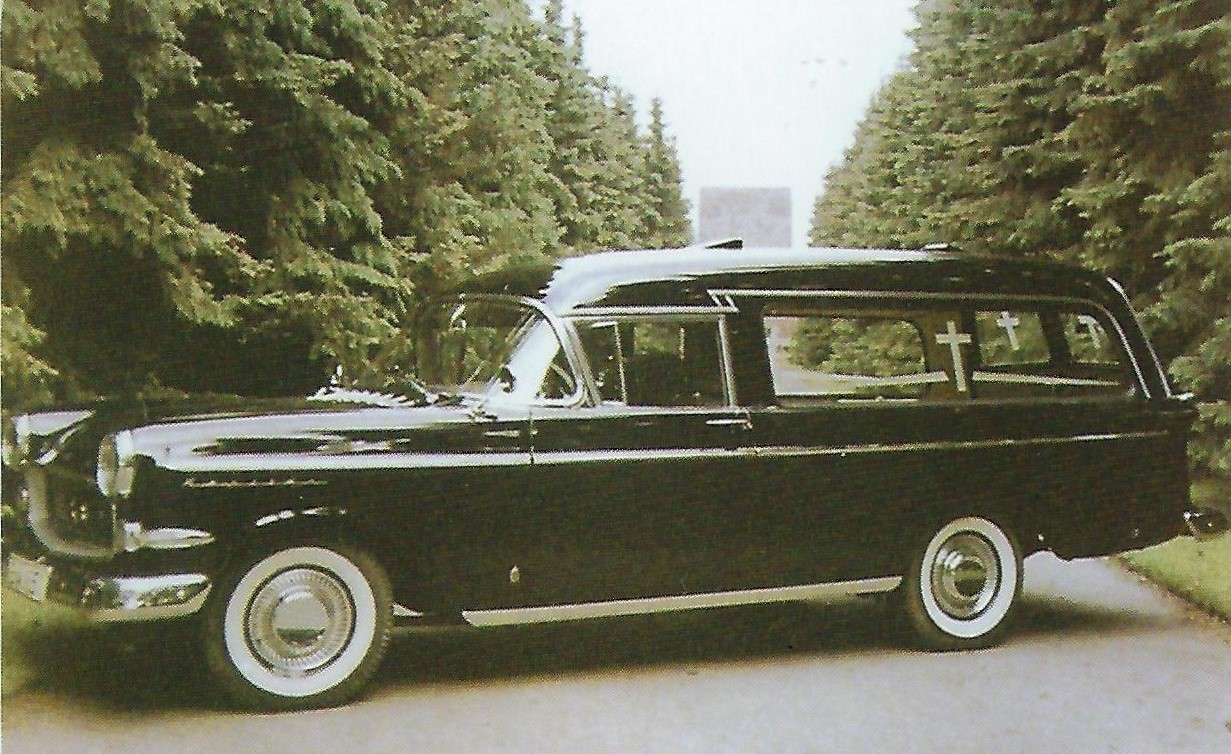
Opel Kapitän P 2,5 auf dem Geestemünder Friedhof

Ein Leichenwagen (auch: Bestattungswagen) dient als Transportmittel für Särge mit Verstorbenen. Er ist heute meist in Form eines Kraftfahrzeugs anzutreffen, das bei Bestattungen je nach Wunsch schlicht oder geschmückt ist.

## Geschichte

### Antike
Schon in der Antike war der Transport der Leiche von einem Ort zu einer Nekropole, gerade für die höhere Klasse, von erheblicher Bedeutung. Im Alten Ägypten diente die Totenbarke als Transportmittel. An Land wurde die Barke auf einen Schlitten gesetzt. Im Grab zu Elkab zum Anfang des Neuen Reiches (von 1550 v. Chr. bis 1070 v. Chr.) gibt es eine erste Darstellung eines Schlitten mit Rädern und einer Totenbarke. Der Leichnam lag überhöht auf einem Sofa auf einer Barke. Die Barke wurde von einem Baldachin überdacht und der Kopf zeigte nach vorne.
In der indischen Antike wurde zwar das Tragen der Leiche bevorzugt, trotzdem gibt es Berichte vom Gebrauch eines Wagens, der von zwei schwarzen Zugochsen gezogen wurde.
In Griechenland gibt es erste Zeugnisse für einen Leichenwagen erst im Ilias-Epos. Weitere Darstellungen gibt es auf den Vasen aus der Zeit des Geometrischen Stil (ca. 1050 – ca. 675 v. Chr.). Der Leichnam liegt hier überhöht auf einer Kline, die mit vier gedrechselten Beinen auf einem Unterbau steht, der den Streitwagen entsprechend verbreitert und verlängert. Während der Zeit der Schwarzfigurigen Vasenmalerei (ca. 675–500 v. Chr.) waren die Wagen ähnlich aber schlichter gestaltet.
Die Römer kannten keine Leichenwagen bei den Bestattungen.

#### Der Leichenwagen Alexanders des Großen
Nach der Beschreibung des griechischen Geschichtsschreiber Diodor aus dem 1. Jh. v. Chr. hatte der Wagen ein goldenes Gewölbe (12x8 Ellen, ca. 6 × 4 m) und war mit Edelsteinen verziert. Am goldenen Kranzgesimse hingen mythische Figuren mit großen Ringen, die mit bunten Binden geschmückt wurden. An den äußersten Stellen hingen Glocken, die den Wagen von Weitem ankündigten. An jeder Ecken dieses Gewölbe stand eine goldene Nike die ein Tropaion tragen. Das Gewölbe wurde von einem Peristyl getragen. Daran waren vier Bilder angebracht mit folgenden Themen: „Alexander mit einem köstlichen Zepter“ mit Gefolge, Elefanten in Kriegsausrüstung mit Indern und Makedonen, eine Reiterabteilung und Schiffe zur Seeschlacht gerüstet. Am Eingang des Gewölbes standen goldene Löwen. Auf dem Scheitel des Gewölbes befand sich ein Scharlachtuch als Fahne mit einem großen goldenen Ölkranz.
Der Wagenkasten hatte zwei Achsen mit vier Rädern, deren Felgen und Speichen vergoldet waren. Die Reifen waren aus Eisen. Die Vorsprünge waren mit Löwenköpfen, die Jagdspeere im Maul hatten. Der Wagen wurde von 32 Zugtieren gezogen.

### Mittelalter
Wie noch aus dem englischen Wort für Leichenwagen (= hearse, von französisch herse = Egge) hervorgeht, lagen in einem dem bäuerlichen Ackergerät Egge ähnlichen Gestell, auf das der Sarg während der Totenmesse gesetzt werden konnte, die Ursprünge dieser Gefährte. Diese Gerüste konnten mit Tüchern drapiert, mit Kränzen geschmückt und an den Zinken letzte Grüße, Trauergedichte und Nachrufe angeheftet, sowie mit Kerzen bestückt werden.

## Fahrzeuge

### Holzwagen
Zunächst war als Nachfolge dieser Wagen mit Eggengerüsten eine Art hölzerner Karren mit einem Holzrahmen, an dessen Ecken Kegelzapfen angebracht waren. Um den darauf liegenden Sarg konnte man nun vermehrt Dekorationen setzen, auf die Eckpfeiler wurden oft Lichter gesetzt. Der Aufbau ging bei den Leichenwagen bedeutender Persönlichkeiten dann in ein pagodenförmiges Gebilde über. Fahnen, Kerzen, heraldische Zeichen und Blumenschmuck wurden aufgetürmt und prunkvolle Leichenwagen zeugten bei Beerdigungskorsos vom Reichtum ihrer verstorbenen Insassen. Bei Bestattungen mit militärischen Zeremonien war der Transport des Sargs auf einer Lafette üblich, dem Fahrwerk eines Geschützes.

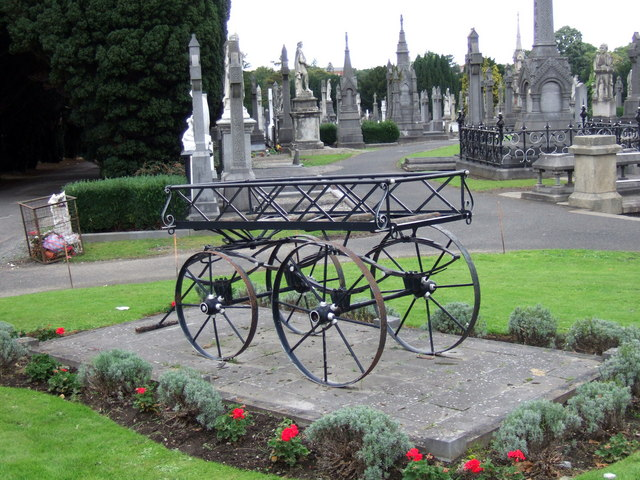
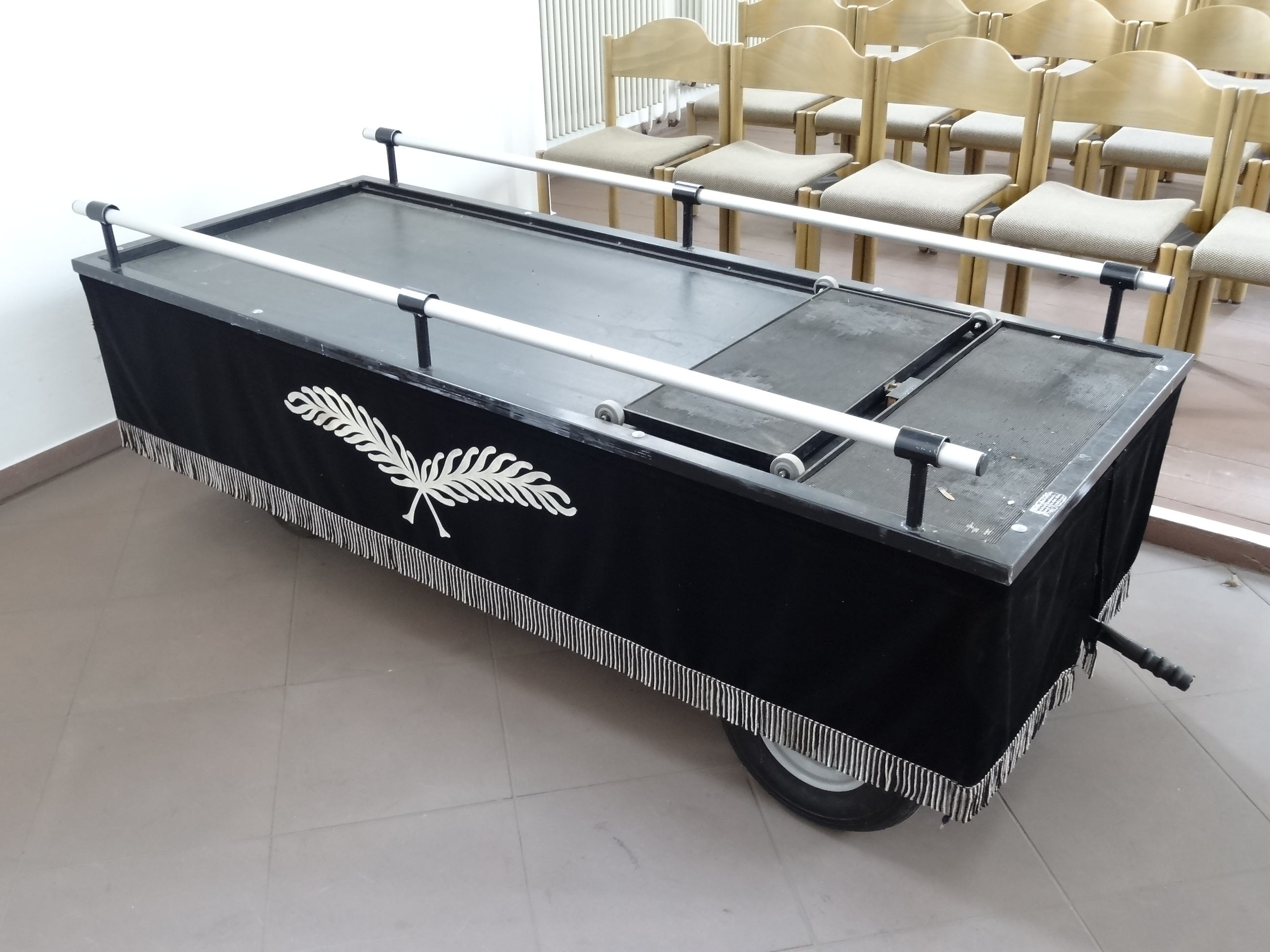

### Kutschen
Später wurden von Pferden gezogene Leichenwagen in Form von Kutschen verwendet.

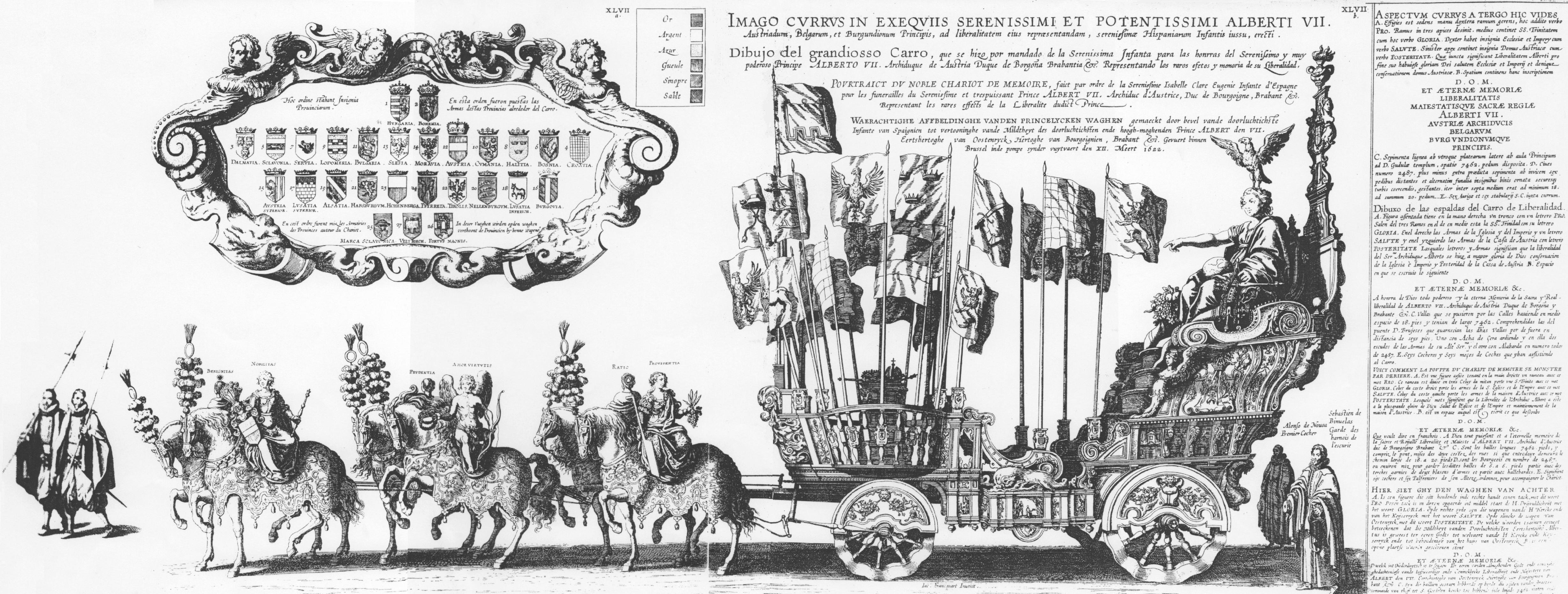
Leichenwagen bei der Prozession während der Beerdigung Albrecht VII. von Habsburg im Jahr 1621
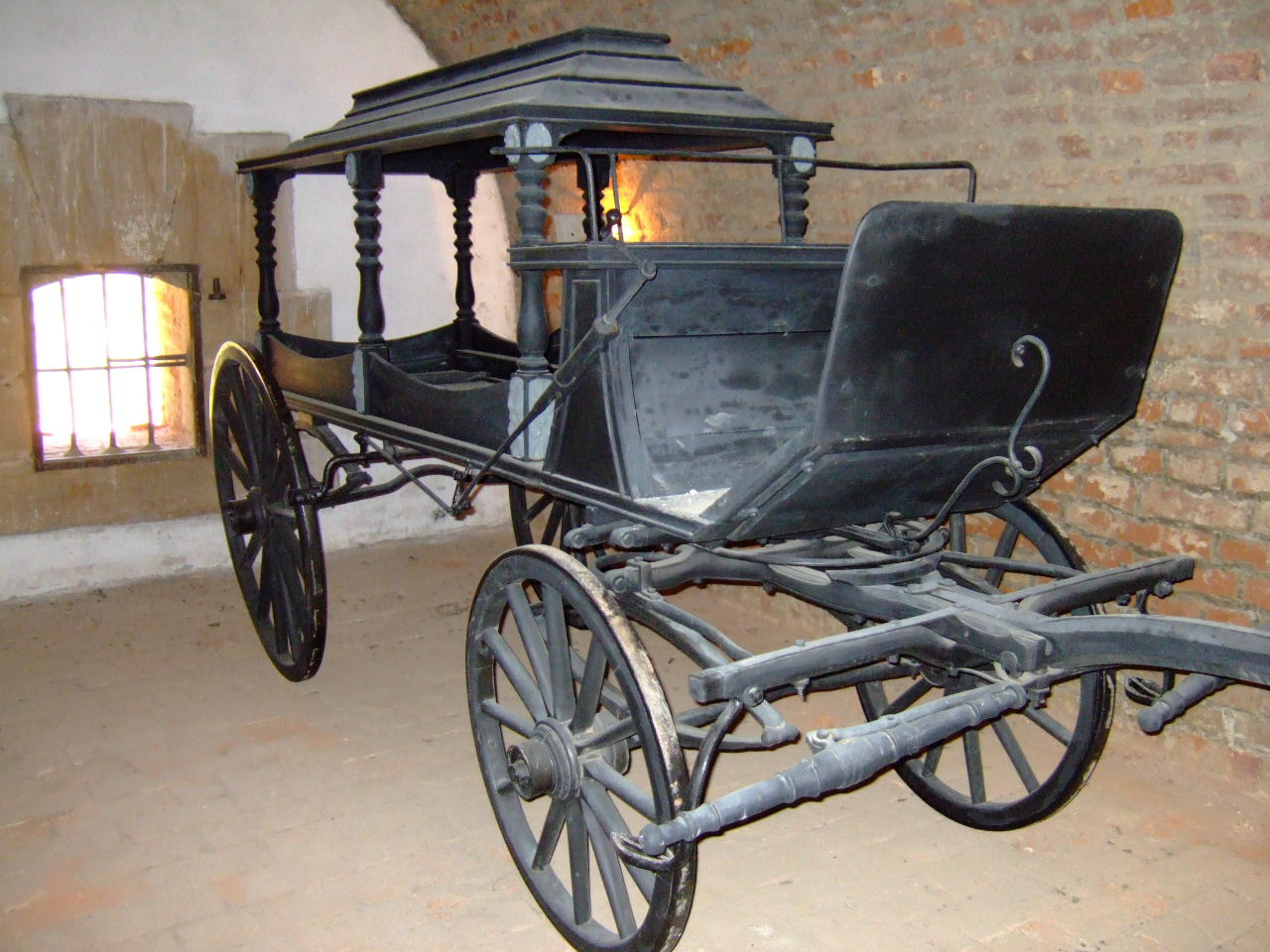
Jüdischer Leichenwagen in Kutschenform
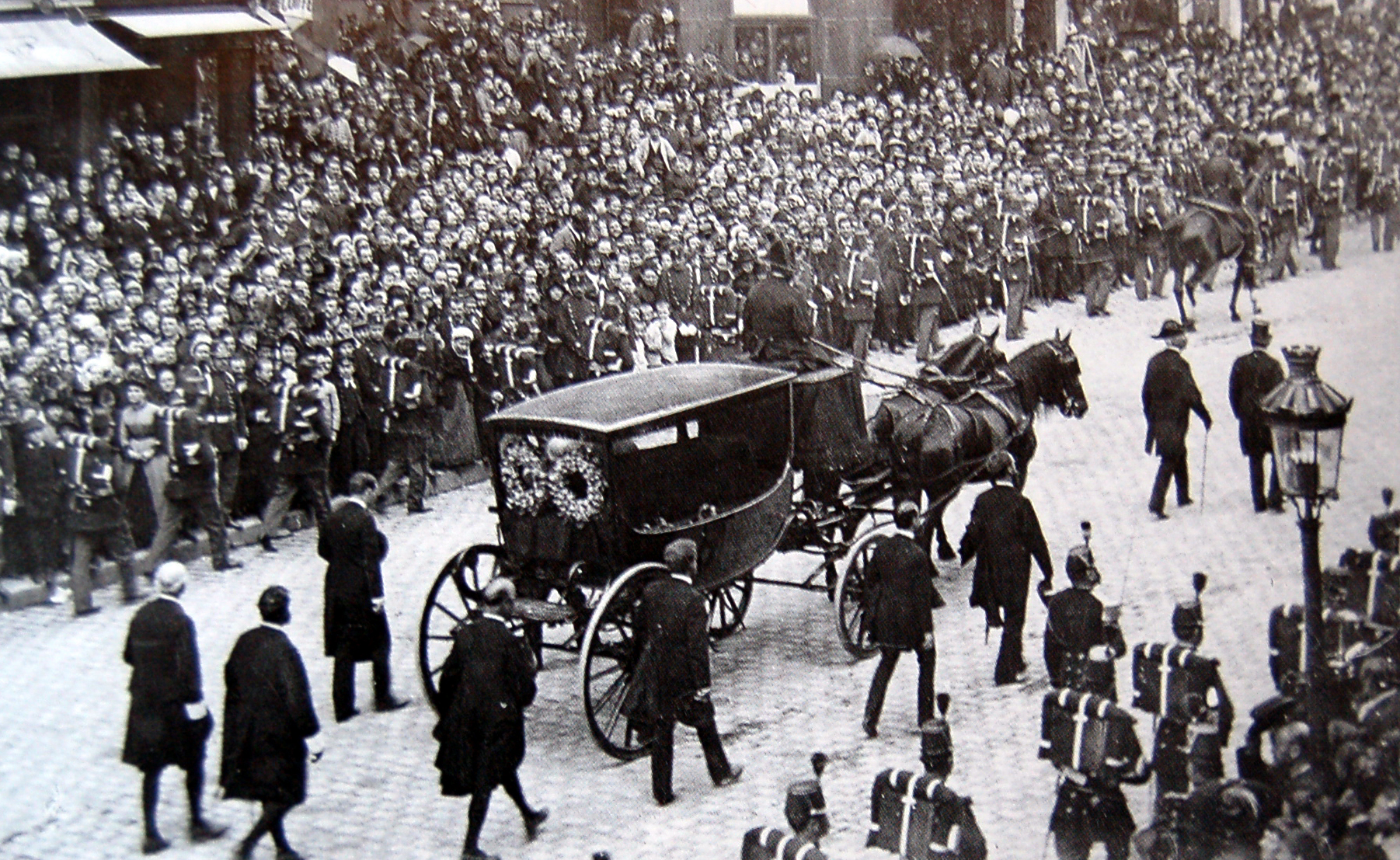
Leichenwagen bei der Beerdigung von Victor Hugo am 1. Juni 1885
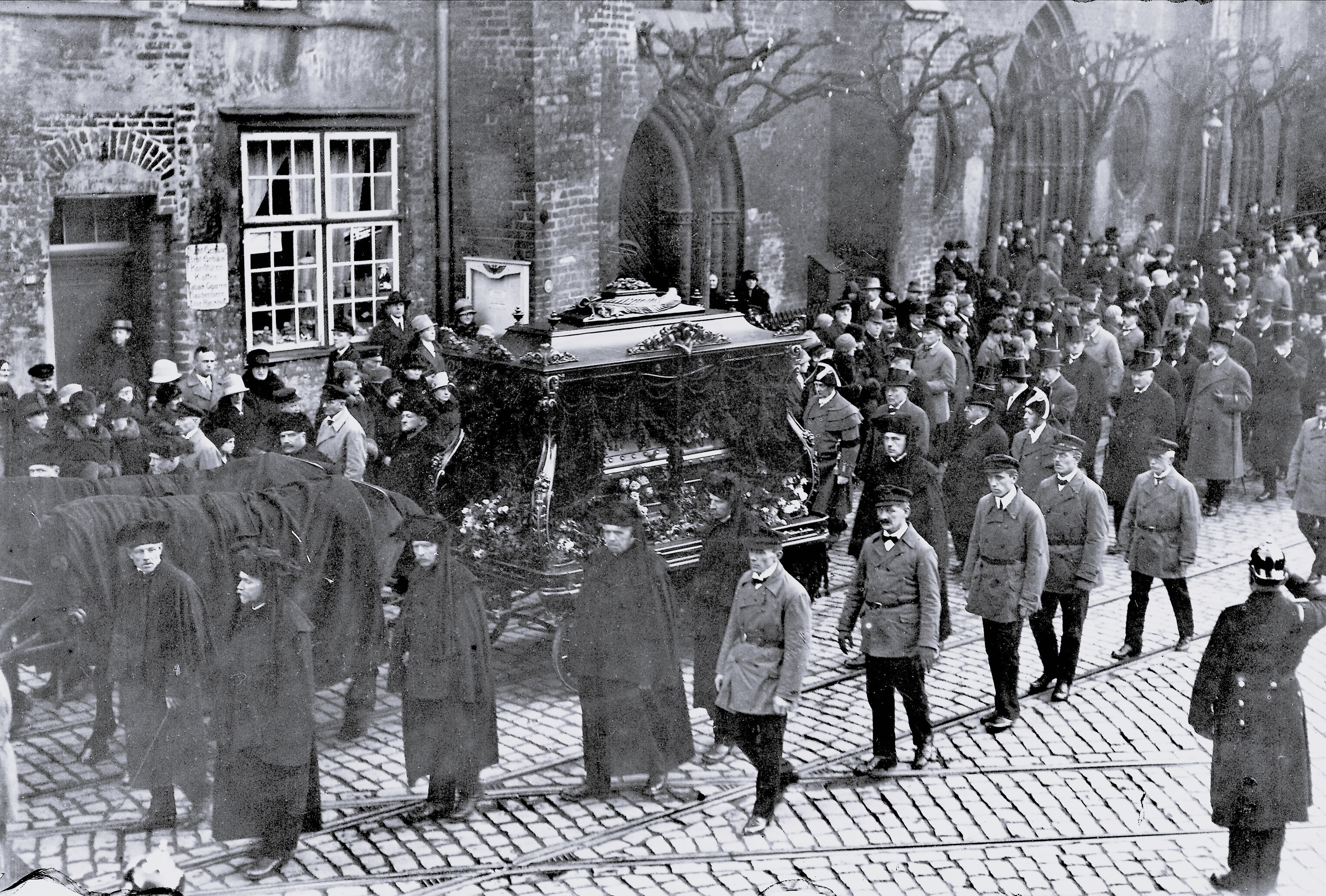
Leichenwagen Paul Hoffs (1928)

### Schienenverkehr
Bei den Eisenbahnen wurden vor dem Ersten Weltkrieg entsprechende Fahrzeuge vorgehalten. Es gab auch Fahrzeuge, die sowohl ein Abteil für den Sarg, als auch weitere für mitreisende Trauernde aufwiesen. Baulich ähnelten sie gemischten Personen- und Gepäckwagen. Ein solches Fahrzeug ist in der Sammlung des Deutschen Technikmuseums Berlin erhalten. Das 1:5 Modell eines dieser seltenen Eisenbahn-Leichenwagen vom dreiachsigen Typ "Altona 23" der DWL findet sich im museum-digital:deutschland. Fotos von zwei entsprechende Fahrzeugen der Lima Railway Company sind überliefert.
In Prag und in Wien erfolgte zwischen dem Ersten und dem Zweiten Weltkrieg die Leichenbeförderung teilweise per Straßenbahn, wozu spezielle Fahrzeuge konstruiert wurden. Auch Mailand verwendete einen Anhängerzug als Leichenwagen. Im zweiachsigen Triebwagen fanden der Sarg, der Pfarrer und Angehörige Platz. Über dem Sarg gab es einen balkonartigen offenen Bereich, der für die Kränze bestimmt war. Der Triebwagen zog einen Anhänger mit Drehgestellen für weitere Angehörige.

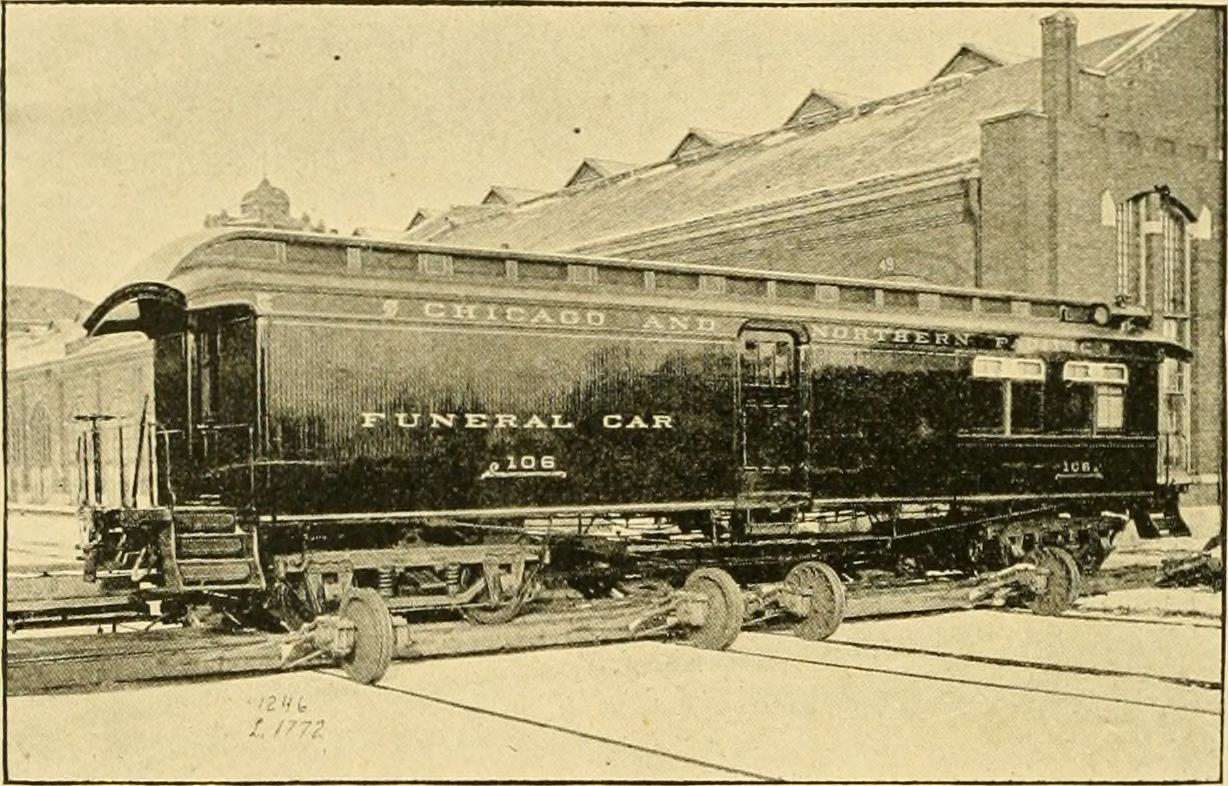
Chicago & Northern Pacific Railway
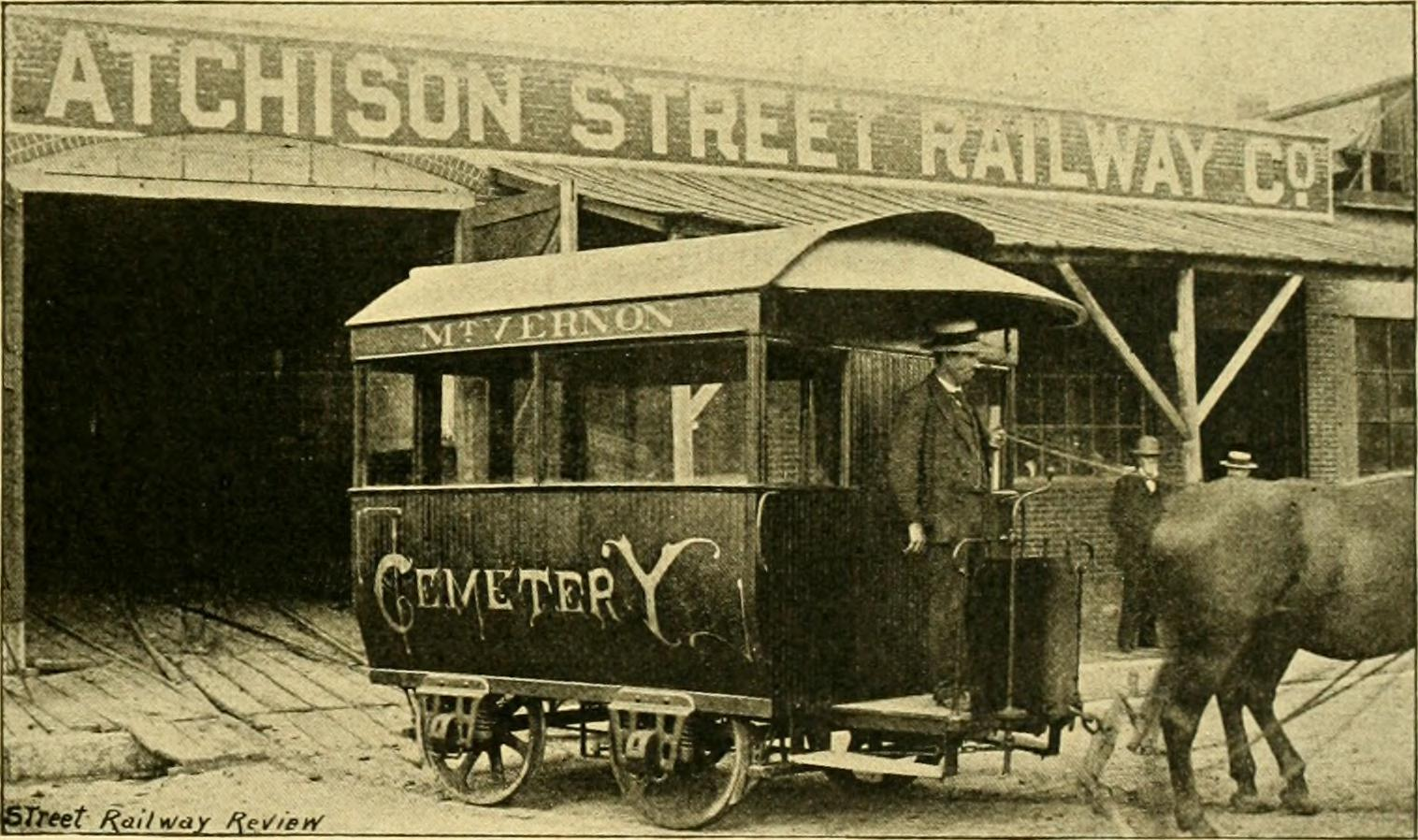
Atchinson Street Railway, Mt. Vernon Cemetry
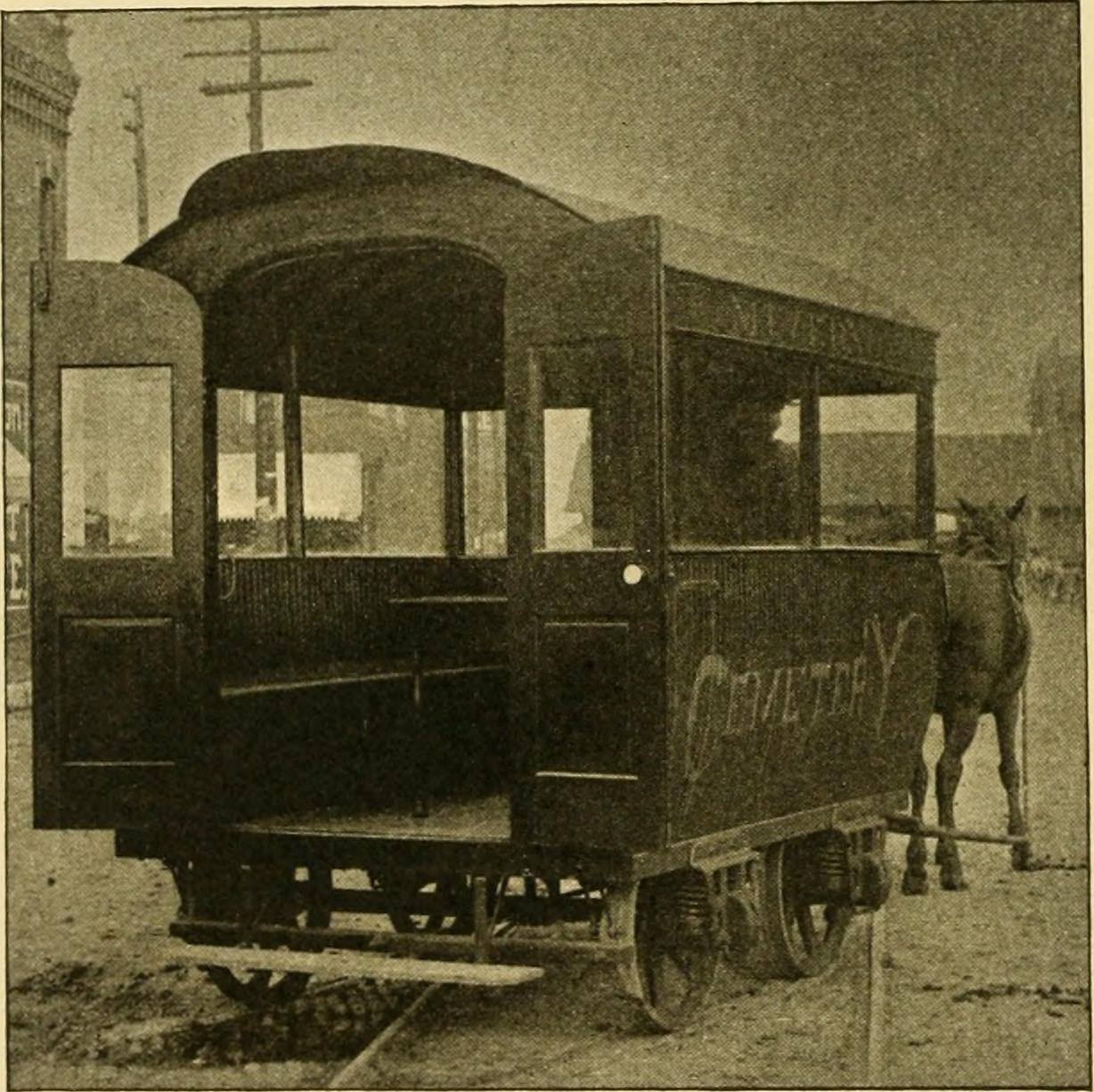
Atchinson Street Railway, Mt. Vernon Cemetry
Leichentransportwagen der Wiener Straßenbahn, 1918
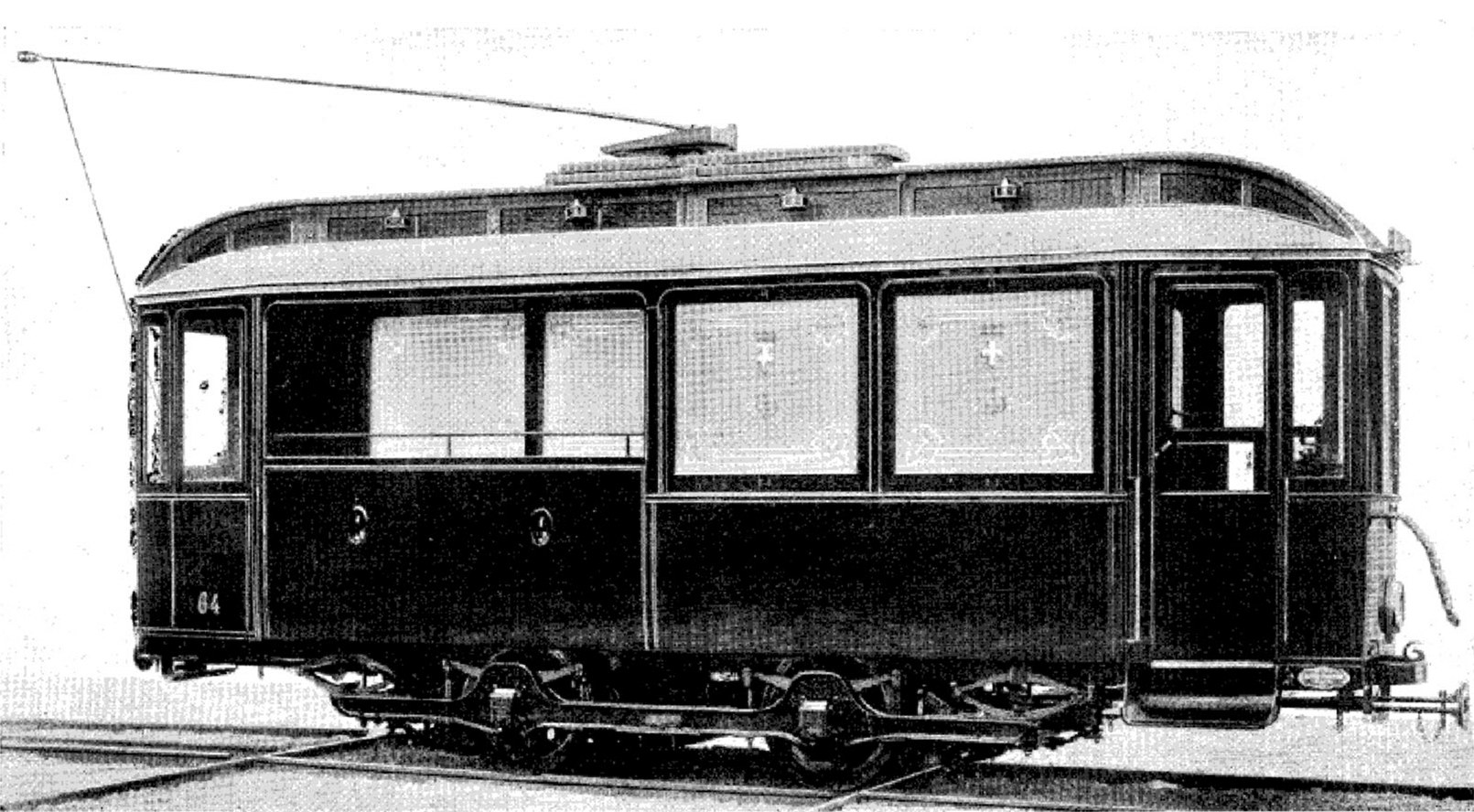
Motorwagen des Leichenzugs der Straßenbahn Mailand

### Automobile
Die modernen Bestattungskraftwagen (BKW) dienen auch dem Sargtransport und dem Transport Verstorbener über mehrere hundert Kilometer, da die Auslandsüberführungen in Nachbarländer mit von Deutschland abweichenden Bestattungsvorschriften zunehmen. Während in Italien das äußere Erscheinungsbild der Leichenwagen teilweise modische Designs aufweist, sind sie in Deutschland, Österreich und der Schweiz meist in dezenten Farben und klassischem Design gehalten. Die hinteren Fenster sind oft blindverglast oder mit Gardinen verhängt. Auch in den deutschsprachigen Ländern sind schwarz und silbern inzwischen nicht mehr die einzigen Wagenfarben. Der Fahrerraum ist vom eigentlichen Sargraum meist durch eine Trennwand abgegrenzt. Im Sonderfahrzeugbau gibt es einige Firmen, die sich auf Bestattungsfahrzeuge spezialisiert haben (z. B. Binz oder PHOENIIXX-Germania Bestattungsfahrzeuge). Heute nur noch verhältnismäßig selten anzutreffen sind Leichenanhänger, die an einen normalen PKW angehängt werden. Dies war bis in die 1970er Jahre vor allem in ländlichen Gegenden anzutreffen, in denen etwa Schreinereibetriebe die Bestattungen im Nebengewerbe durchführten und sich die Anschaffung der relativ teuren und anderweitig praktisch nicht zu nutzenden Bestattungsfahrzeuge nicht lohnte.
Basisfahrzeuge für Leichenwagen sind seit langer Zeit größere Serien-PKW, teilweise auch Kleintransporter. Je nach Basisfahrzeug und zumeist bei PKW-Fahrgestellen sind in der Regel Karosserie- und/oder Chassisverlängerungen notwendig, bei einigen sehr geräumigen Fahrzeugen kann dies entfallen. Innen sind die Fahrzeuge regelmäßig mit entsprechenden Ein- und Umbauten versehen, in der Regel sind auch umfangreiche Karosserieumbauten notwendig oder gewünscht, wobei das Außendesign von schlicht bis sehr aufwändig reichen kann. Leichenwagen werden auch heute noch in handwerklicher Einzelarbeit von den spezialisierten Firmen hergestellt.
In den Vereinigten Staaten wurden bis in die 1970er-Jahre in ländlichen Gebieten teilweise spezielle Leichenwagen eingesetzt, die auch als Rettungswagen verwendet werden konnten. Die Fahrzeuge waren hierfür unter anderem mit einer Sondersignalanlage und Erste-Hilfe-Ausrüstung ausgestattet. Ein bekannter Hersteller solcher Fahrzeuge war Amblewagon. Der Betrieb des Rettungsdienstes war in gering besiedelten Gebieten ein übliches Nebengewerbe von Bestattungsunternehmen.

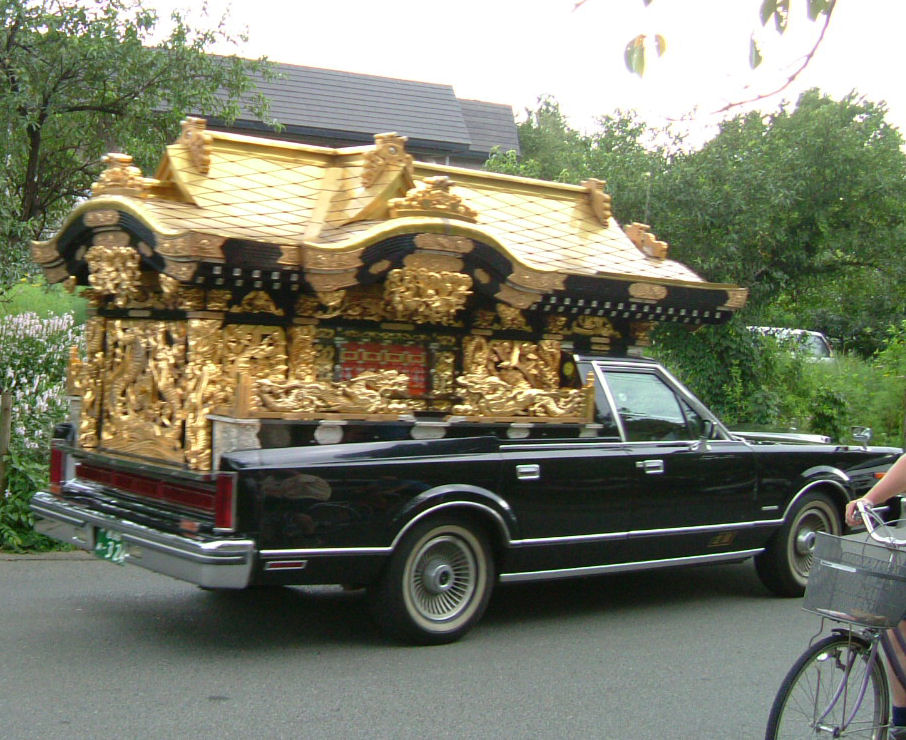
Japanischer Leichenwagen
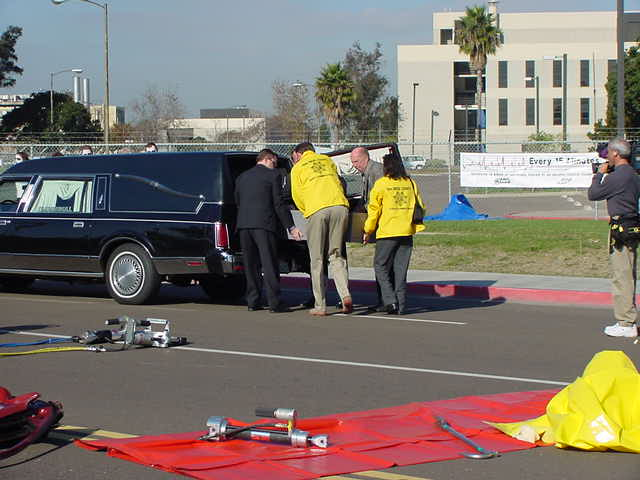
Ein Leichenwagen wird beladen (USA)
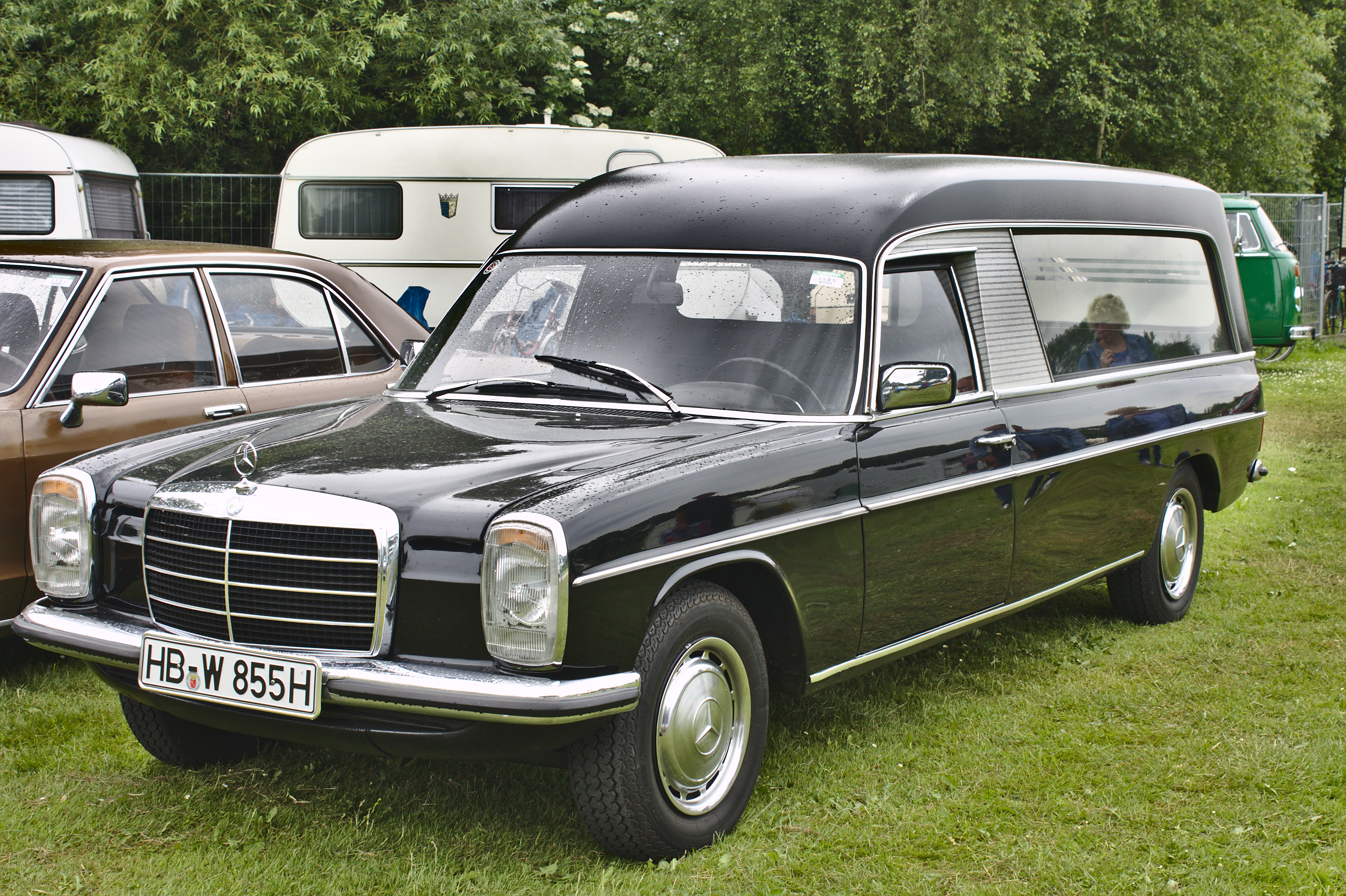
Klassischer Leichenwagen der 1970er Jahre in Deutschland
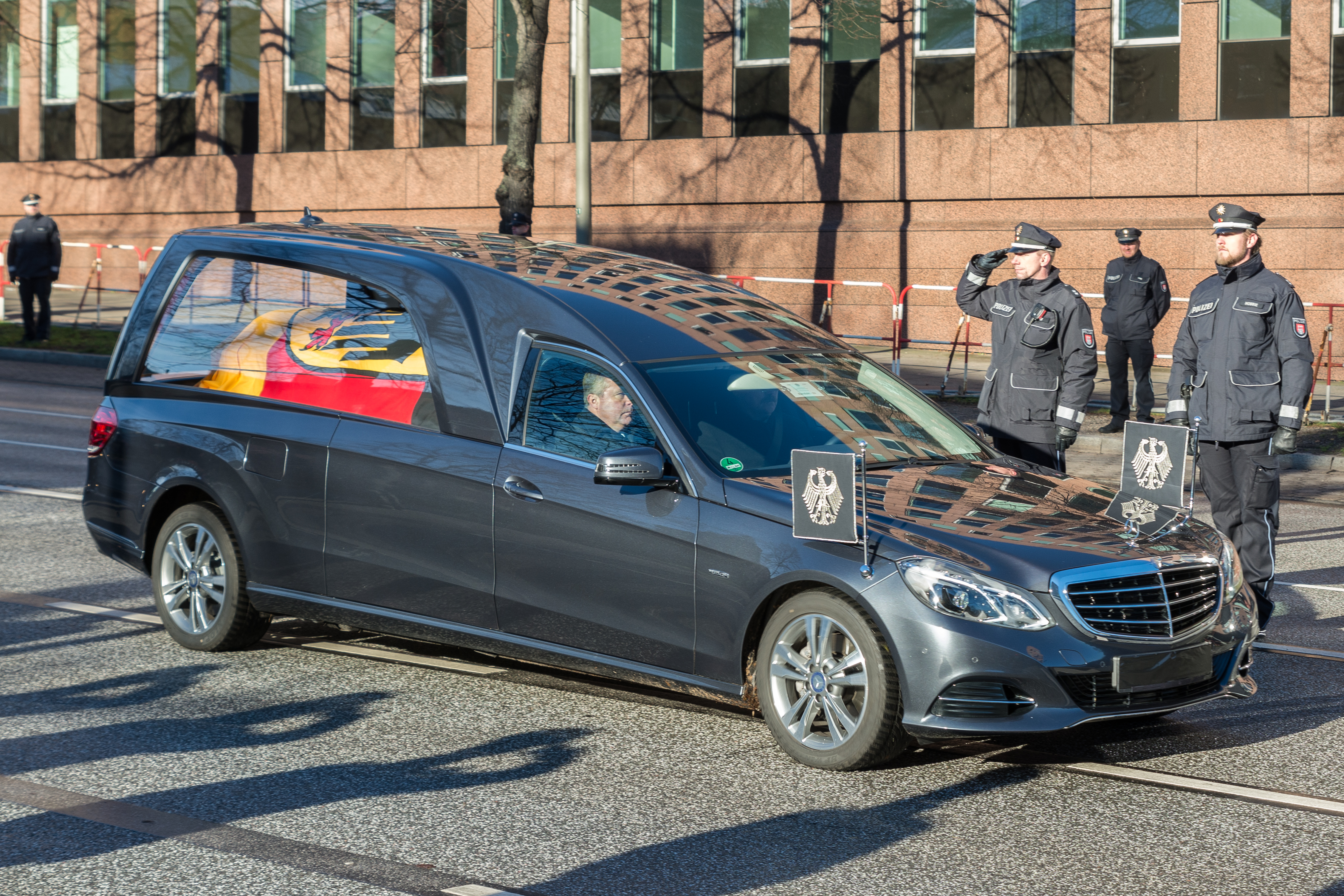
Leichenwagen beim Staatsakt für Helmut Schmidt
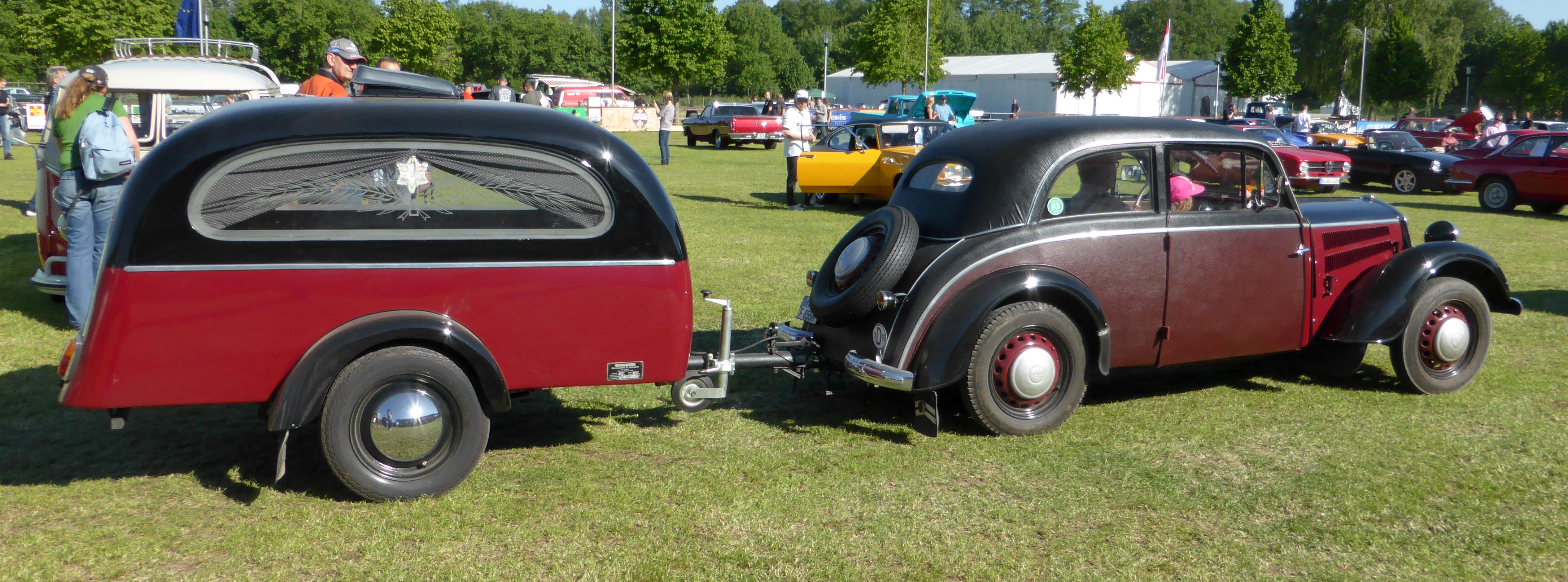
Historischer PKW mit Bestattungsanhänger

### Lastenräder
Im Zuge der Verkehrswende oder aber aus alltagspraktischen Gründen wie geringerem Fahrgeräusch, dem Wegfall von Abgasen bei Prozessionen und höherer Manövrierfähigkeit in schmaleren Grabreihen greifen Bestatter inzwischen auch auf Lastenfahrräder zurück. 2020 warb der Künstler Michael Olsen mit einem Bestattungsrad für die Sichtbarkeit von Tod im öffentlichen Leben. Daneben bietet ein Bestatter in Hannover-Langenhagen Bestattungen per Sonderanfertigung an. In Großbritannien gilt dies für die Verbrauchergenossenschaft The Co-operative Group. Weitere Anbieter finden sich in Bern, Kopenhagen und Paris.